# Den Sociale Pensionsfond
Den Sociale Pensionsfond (DSP) blev oprettet af Folketinget i 1970. I dette år blev der indført et særligt pensionsbidrag. Oprindelig var meningen, at midlerne fra 1976 skulle betales tilbage til pensionisterne  som et særligt pensionstillæg. Det blev dog aldrig iværksat, og siden har regeringerne gennem tiden brugt først af fondens afkast og siden 1995 også af hovedstolen. Bidraget og dermed indbetalingerne til fonden ophørte i 1982.  Spørgsmålet om brugen af beløbet fra fonden har i tidens løb været genstand for debat både i Folketinget og i offentligheden.
I 2021 udbetalte fonden sine sidste midler, og i maj 2023 blev fonden endelig formelt nedlagt ved lov.

## Organisation
DSP blev bestyret af et udvalg bestående af repræsentanter fra Finansministeriet, Styrelsen for Arbejdsmarked og Rekruttering og Nationalbanken. Sidstnævnte varetog den daglige forvaltning af midlerne på linje med bankens øvrige opgaver på statsgældsområdet. Fondens midler blev investeret i danske børsnoterede obligationer. Fonden indgik som en del af statens finansielle formue og blev dermed modregnet i den offentlige nettogæld. Aktiverne i fonden udgjorde 36 mia. kr. ved udgangen af 2018.

## Nedlæggelse
I 2021 blev de sidste midler i fonden (13,5 mia. kr.) udbetalt til Styrelsen for Arbejdsmarked og Rekruttering, og fonden havde derefter ingen reel funktion. Den planlagdes derfor afviklet efter sin sidste regnskabsaflæggelse i 1. halvår 2022. Lovforslaget herom nåede imidlertid ikke at blive behandlet i 2022 som følge af folketingsvalget samme år og den efterfølgende proces med at danne regering. Det blev derfor planlagt at gennemføre lovforslaget i 2023 med tilbagevirkende kraft, så fonden lovmæssigt opfattedes som lukket pr. 31. december 2022. Den 2. maj 2023 blev fonden endeligt lukket med en lov, men havde altså på det tidspunkt ikke haft nogen midler siden 2021.